# 12485 Jenniferharris
12485 Jenniferharris (1997 GO1) là một tiểu hành tinh vành đai chính.